# Thomas Flach
Thomas Flach (n. 3 iunie 1956, Potsdam, RDG) este un iahtman ce a reprezentat Germania, medaliat olimpic. A participat la 3 ediții ale Jocurilor Olimpice (1988, 1992, 1996) în care a câștigat două medalii de aur.